# The Tympany Five
The Tympany Five was een Amerikaanse r&b- en jazzband, opgericht in 1938 door Louis Jordan.

## Bezetting
Originele bezetting
- Louis Jordan (zang, saxofoon)
- Courtney Williams (trompet)
- Lem Johnson (tenorsaxofoon)
- Clarence Johnson (piano)
- Charlie Drayton (contrabas)
- Walter Martin (drums)

Wisselende bezetting
- Bill Jennings (gitaar)
- Carl Hogan (gitaar)
- Wild Bill Davis (piano)
- Bill Doggett (piano)
- 'Shadow' Wilson (drums)
- Chris Columbus (drums)
- Dallas Bartley (bas)

## Geschiedenis
Jordan, die alt-, tenor- en baritonsaxofoon speelde en de leadzang deed bij de meeste nummers, formeerde de band eerst als The Elks Rendezvous Band. De band kreeg bekendheid na de opening van het Mills Brothers-concert in de Capitol Lounge in Chicago in 1941.
Louis Jordan en zijn Tympany Five maakten veel van de meest invloedrijke songs van het vroege r&b- en rock-'n-roll-tijdperk, waaronder Let The Good Times Roll, Keep A-Knockin' en Caldonia. Carl Hogans openingsriff bij Ain't That Just Like A Woman werd later een van de meest herkenbare riffs in Johnny B. Goode van Chuck Berry.
In 1941 werden ze overgeplaatst van Decca Records naar diens Sepia series, met artiesten met de gedachte het overgangspotentieel te hebben om een beroep te doen op blank en zwart publiek. Jordan was altijd trots op het gegeven, dat de muziek van The Tympany Five net zo populair was bij zowel zwart als blank publiek.